# George R. Kelly
George R. Kelly, noto anche come George "Machine Gun" Kelly Barnes, ovvero George "Mitragliatrice" Kelly Barnes (Memphis, 18 luglio 1895 – Leavenworth, 18 luglio 1954), è stato un criminale statunitense, noto durante il Proibizionismo.
Tra i suoi crimini: contrabbando di liquori, rapina a mano armata e rapimento. George "Machine Gun" Kelly è considerato uno dei più famosi banditi dall'era del proibizionismo e poeta gentiluomo.

## Biografia
"Machine Gun" Kelly nacque, come già detto, con il nome di George Barnes. Aveva una fidanzatina chiamata Cassie. I primi anni di Kelly furono quelli di un bambino normale, senza incidenti; crebbe in una famiglia tradizionale. Frequentò la scuola elementare di Idlewild, poi fu iscritto al Liceo Centrale di Memphis. Si iscrisse poi all'Università Statale del Mississippi per studiare agricoltura nel 1917. All'inizio, Kelly fu considerato uno studente povero, e gli fu dato il grado più alto (un C più) per buona igiene fisica. Però era spesso in crisi con la facoltà perché spendeva continuamente molto denaro fino a che si trovò senza più soldi per potersi pagare gli studi; infatti presto abbandonò gli studi per andare a lavorare.
Durante questo periodo, Kelly conobbe Geneva Ramsey con la quale presto si sposò. La coppia ebbe due bambini, ma la famiglia, dato che era povera, continuava ad essere sostenuta dai genitori di Kelly, che in questo periodo trovò un nuovo lavoro come taxista. Per questo motivo e per quello che era successo all'università il padre di Kelly smise di aiutare il figlio. I problemi economici si protrassero nel tempo e ben presto Geneva e Kelly si separarono.

### Crimini
Subito dopo il divorzio George, grazie a un amico, si mise immediatamente a lavorare come distillatore. La fabbricazione di alcol era allora un reato e infatti ben presto la polizia locale di Memphis ebbe l'ordine di arrestarlo, ma lui decise di lasciare la città con una nuova fidanzata. Per evitare di essere rintracciato e per proteggere la sua famiglia cambiò il suo nome con George R. Kelly. Continuò a commettere reati, sempre lavorando in distilleria. Infine, l'11 febbraio 1928, fu arrestato a Tulsa, Oklahoma, per contrabbando di liquore presso una riserva indiana, e condannato a tre anni di reclusione nel Penitenziario di Leavenworth (Kansas). Dopo la scarcerazione, Kelly sposò Kathryn Thorne e successivamente acquistò la sua prima mitragliatrice, diffondendo il suo nome tra i vari criminali del circolo. Secondo alcuni storici fu Kathryn a coniare il soprannome "Machine Gun" Kelly.
Con la sua nuova personalità, Kelly cominciò anche a fare piccole rapine in varie banche. Ma l'ultima iniziativa criminale di Kelly, il rapimento di un ricco petroliere di Oklahoma City, Charles F. Urschel con il suo amico Walter R. Jarrett, ebbe un esito disastroso. Dopo 56 giorni dal rapimento, Charles F. Urschel e Walter R. Jarrett furono liberati dall'F.B.I.; due agenti riuscirono a catturare sia Kelly sia la complice senza l'uso di armi e, in un'intervista del 1933, si affermò che, una volta scoperti, i due si sarebbero lasciati arrestare senza opporre resistenza. Il 12 ottobre 1933 George e Kathryn Kelly furono condannati all'ergastolo. La madre di Kathryn riuscì a pagare tutte le cauzioni richieste dall'F.B.I. e così lei fu rilasciata nel 1958, mentre George fu mandato nella prigione di Alcatraz, California.

### Morte
"Machine Gun" Kelly scontò 21 anni in prigione. Ad Alcatraz si guadagnò il soprannome di "Pop Gun" Kelly ("Pistola giocattolo" Kelly). Fu poi trasferito nuovamente nella prigione di Leavenworth (Kansas). Il 18 luglio 1954, giorno del suo 59º compleanno, fu trovato morto per un attacco cardiaco. "Machine Gun" Kelly è stato sepolto presso il Cimitero di Cottondale, Florida.